# Roland Matthes
Roland Matthes (Pößneck, 17 novembre 1950 – Wertheim, 20 dicembre 2019) è stato un nuotatore tedesco, vincitore di otto medaglie olimpiche per la Germania Est.
Uno dei più grandi dorsisti della storia del nuoto, gareggiò in tre edizioni consecutive dei Giochi olimpici a partire dal 1968, quando vinse le sue prime medaglie a Città del Messico, fino al 1976.

## Carriera
Matthes rimase imbattuto nelle grandi competizioni internazionali dal 1967 al 1974, e durante la sua carriera stabilì 16 primati del mondo nei 100 e 200 dorso, conquistando 4 titoli olimpici, 4 titoli mondiali e 5 titoli europei (tutti individuali nei 100 m e 200 m dorso, ad eccezione di un oro nella 4x100 m mista agli europei di Barcellona nel 1970). Dagli addetti ai lavori e dai suoi colleghi nuotatori era soprannominato "sughero" o "uomo di sughero" per le sue grandi doti di "galleggiamento" (fondamentali per un nuotatore).
A proposito dei suoi 21 record del mondo, si dice che la sua sensibilità in acqua era tale da permettergli di regolare la nuotata, in modo da migliorare i record un decimo alla volta (fattore importante soprattutto per un nuotatore dell'est, visto che ad ogni nuovo record riceveva un encomio e un premio in denaro). È stato nominato Sportivo dell'anno per la Germania Est per sette volte: 1967, 1968, 1969, 1970, 1971, 1973 e 1975.
Si ritirò dalle competizioni dopo l'Olimpiade di Montreal 1976; nel 1978 sposò la nuotatrice tedesca Kornelia Ender, dalla quale divorziò dopo appena quattro anni. Nel 1981 è stato inserito nella International Swimming Hall of Fame, la Hall of Fame internazionale del nuoto. Negli anni ottanta si laureò in medicina all'Università di Jena e successivamente si dedicò alla professione di chirurgo ortopedico